# Ukkusissat Helistop
Ukkusissat Helistop (IATA: , ICAO: BGUT) er en grønlandsk flyveplads beliggende i Ukkusissat med et græslandingsområde med en radius på 15 m. I 2008 var der 339 afrejsende passagerer fra flyvepladsen fordelt på 97 starter (gennemsnitligt 3,49 passagerer pr. start).
Ukkusissat Helistop drives af Mittarfeqarfiit, Grønlands Lufthavnsvæsen. Statens Luftfartsvæsen fører tilsyn med flyvepladsen.